# Aisultan Nazarbayev
Aisultan Rakhatuly Nazarbayev (em cazaque:  Айсұлтан Рахатұлы Назарбаев, Aisūltan Rahatūly Nazarbaev; 26 de agosto de 1990 - 16 de agosto de 2020) foi um  futebolista cazaque, empresário, neto do ex-presidente do Cazaquistão Nursultan Nazarbayev e filho da política Dariga Nazarbayeva.

## Biografia

### Juventude e educação
Aisultan nasceu em 1990 na então República Socialista Soviética Cazaque. Seu pai, Rakhat Aliyev (1961–2015), foi empresário, político e diplomata. Sua mãe, Dariga Nazarbayeva (nascida em 1963), é a filha mais velha de Nursultan Nazarbayev.
Estudou no Colégio Internacional de Educação Continuada em Astana e na American International School em Salzburgo. Em 2010, Aisultan formou-se na Real Academia Militar de Sandhurst e depois na Universidade KIMEP em administração de empresas.

### Carreira no futebol
Aisultan começou a jogar futebol no FC Admira Wacker Mödling enquanto seu pai servia como embaixador na Áustria. Em 2006, disputou duas partidas na primeira liga do Cazaquistão pelo clube de futebol FC Rahat, em 2007 foi membro do FC Kairat e participou do torneio de qualificação para o Campeonato Europeu de Futebol Juvenil de 2006. Aisultan passou dois ou três meses no Chelsea F.C. Ele jogou uma temporada até 2007 no time juvenil do Portsmouth F.C., e se tornou o medalhista de bronze do Campeonato Inglês. Em 2011, Aisultan jogou pelo FC Astana. No dia 21 de outubro de 2012, ele disputou a única partida do campeonato do Cazaquistão, em casa, pelo FC Sunkar contra o FC Aktobe, e saiu no meio do segundo tempo.
De fevereiro a outubro de 2017, Aisultan atuou como vice-presidente da Federação de Futebol do Cazaquistão para relações com organizações internacionais FIFA, UEFA e associações nacionais.

### Atividades ilegais
Aisultan foi tratado em uma clínica para dependentes em drogas por causa de seu vício em cocaína.
Em outubro de 2019,  foi sentenciado a pena suspensa por ataque a um policial em Londres em junho de 2019 e danos à propriedade de um estranho. O veredicto incluiu liberdade condicional, tratamento continuado contra a dependência de drogas, serviço comunitário e multa.

### Vida pessoal
Em agosto de 2013, Aisultan casou-se com Alima Nazarbayeva. Ele teve uma filha chamada Ameli (nascida em 2016) e um filho chamado Sultan.
Em 23 de janeiro de 2020, Aisultan fez uma declaração pública na sua página do Facebook, alegando que o seu avô Nazarbayev seria supostamente o seu pai e que a sua vida estava ameaçada. Afirmou ainda que, desde 8 de julho de 2019, não conseguiu utilizar nenhuma das suas contas nas redes sociais, porque foi mantido sob custódia e que as contas estavam sob controle da sua mãe, Dariga Nazarbayeva, e do ex-dirigente do Comitê de Segurança Nacional Alnur Mussayev. Em resposta a essas alegações, Mussayev em sua página do Facebook publicou um documento de 2013 que mostrava um teste de DNA de Aisultan e de seu pai Rakhat Aliyev coincidindo com uma precisão de 99,999784244%. Contudo, o registro em si não era certificado por qualquer selo ou assinatura.
Além disso, mais tarde, logo após a morte de Aisultan, Mussayev, em uma entrevista, admitiu que tinha publicado resultados falsos de um teste de DNA e que Aliyev não era de facto o seu pai biológico, mas não especificou exatamente quem seria o pai.
Em 13 de fevereiro de 2020, Aisultan solicitou asilo político no Reino Unido. Ele explicou esta decisão devido à pressão de sua família, uma vez que tinha informações "sobre corrupção em grande escala entre o governo da Rússia e do Cazaquistão". O Ministro da Informação e Desenvolvimento Social, Dauren Abaev, informou à Khabar Agency que "especular sobre as fantasias de um viciado só porque ele é neto do Primeiro Presidente, não é justo. É injusto e está além da moralidade. É hora de encerrar este tópico." Aisultan afirmou que não herdou a riqueza de seu pai porque esta foi roubada por sua mãe, Dariga Nazarbayeva, e por Alnur Mussayev e que temia que ambos quisessem que ele fosse morto.

### Morte
Em 16 de agosto de 2020, foi relatado que Aisultan havia morrido provavelmente devido a uma parada cardíaca em Londres, apenas dez dias antes de seu aniversário de 30 anos. O inquérito sobre sua morte descobriu que ele morreu de causas naturais em decorrência do uso de cocaína.
Sua mãe, Nazarbayeva, declarou: "Minha família está arrasada com a perda de nosso amado Aisultan e pedimos privacidade neste momento tão difícil." Seu corpo foi devolvido ao Cazaquistão e enterrado no Cemitério Kensai em Almaty.